# バージェス・バタフライフィッシュ
バージェス・バタフライフィッシュ（学名：Chaetodon burgessi）は、スズキ目チョウチョウウオ科に分類される魚類の一種。種小名は魚類学者バージェスへの献名である。日本に生息するチョウチョウウオ科の魚の中でトンプソン・バタフライフィッシュとともに和名がない。

## 形態
- 全長14cm[2]。
- 目を通る帯、頭部から胸鰭にかけての帯、体側後部が黒い。
- 白い部分が黄色に近い個体も存在する[注釈 1]。

## 生態
雑食とされる。
水深35-85mのサンゴ礁にペアで生息している。

## 分布
西部太平洋。日本では久米島で観察されている。

## 人とのかかわり
観賞魚。性格は臆病で、深場に生息するチョウチョウウオ科の魚の中では飼育が難しい。